# Championnats d'Afrique de taekwondo 1979
Navigation
Édition suivante
Les Championnats d'Afrique de taekwondo 1979 sont la 1re édition des Championnats d'Afrique de taekwondo. Ils se déroulent à Abidjan, en Côte d'Ivoire, du 12 au 13 avril 1979,. 
La Côte d'Ivoire remporte 6 médailles d'or et 1 médaille d'argent, le Lesotho obtient les 2 médailles d'or restantes.

## Médaillés
- Souleymane Roêl Koné (CIV) : médaillé d'or dans la catégorie des poids welters[5].